# Станнид цезия
Станнид цезия — бинарное интерметаллическое неорганическое соединение
олова и цезия
с формулой CsSn,
кристаллы.

## Получение
- Сплавление стехиометрических количеств чистых веществ:

{\displaystyle {\mathsf {Sn+Cs\ {\xrightarrow {630^{o}C}}\ CsSn}}}

## Физические свойства
Станнид цезия образует кристаллы
тетрагональной сингонии,
пространственная группа I 41/acd,
параметры ячейки a = 1,219 нм, c = 1,987 нм, Z = 32
.
Соединение по перитектической реакции при температуре 630 °C.